# Степанова, Татьяна Михайловна
Татьяна Михайловна Степанова (18 мая 1997, Ухта, Республика Коми) — российская футболистка, полузащитница клуба «Гиресун Санайиспор» (Гиресун, Турция).

## Биография
Воспитанница спортивной школы г. Ухта, первый тренер — Иркен Исмагилович Сафиуллин. Была победительницей и призёром различных турниров, в том числе в соревнованиях мальчиков. С 2013 года выступала за младшие команды подмосковной «Россиянки». Несколько лет выступала за команду «УОР-Россиянка» в первом дивизионе России, становилась призёром соревнований.
В 2016 году перешла в состав дебютанта высшего дивизиона московского ЦСКА. Свой первый матч сыграла 29 апреля 2016 года против «Чертаново», отыграв первые 85 минут, а всего за сезон сыграла 10 матчей в высшей лиге. В 2017 году выступала за «Россиянку», сыграв 8 матчей в чемпионате. В составе «Россиянки» выходила на поле в матче женской Лиги чемпионов против исландского «Стьярнана».
В дальнейшем выступала за любительские клубы Москвы по футболу и мини-футболу. Работала тренером по футболу в частной школе «Ломоносовский проспект».
В 2020 году перешла в состав дебютанта высшей лиги «Зенит» (Санкт-Петербург). Бронзовый призёр чемпионата России 2021 года. Сезон 2022 провела в казанском «Рубине».
Выступала за юниорскую и молодёжную сборную России.